# Euphorbia melanadenia
Euphorbia melanadenia es una especie fanerógama perteneciente a la familia de las euforbiáceas. 

## Distribución geográfica y hábitat
Es nativa de los desiertos y las montañas de Baja California y el sur de California y de Arizona, donde crece en las zonas secas con hábitat rocoso. 

## Descripción
Es una hierba perenne que forma un pequeño trozo de alfombra  muy delgada, de color rojo con  enredos.  Los tallos están revestidos con pares de choros ligeramente ovalado en forma de hojas de 2 a 9 milímetros de ancho. La pequeña inflorescencia es un ciatio de menos de 2 milímetros de ancho. El ciatio es una campana en forma de abanico de color blanco, festoneado de pétalos (como apéndices) florales en torno.  Cada apéndice tiene en su base una glándula de néctar de un rojo brillante.  En el centro de los apéndices hay un círculo de flores masculinas alrededor de una sola flor femenina. La flor femenina se desarrolla en un óvalo con forma de fruta que lleva semillas arrugadas de color blanco.

## Taxonomía
Euphorbia melanadenia fue descrita por John Torrey y publicado en Pacif. Railr. Rep. 4(5): 135. 1857.
Etimología
Euphorbia: nombre genérico que deriva del médico griego del rey Juba II de Mauritania (52 a 50 a. C. - 23), Euphorbus, en su honor – o en alusión a su gran vientre –  ya que usaba médicamente Euphorbia resinifera. En 1753 Carlos Linneo asignó el nombre a todo el género.
melanadenia: epíteto del que no se ha encontrado ninguna referencia específica al significado de este nombre, pero se supone que es de los términos latinos melas = "negro", y aden =  "glándula", lo que es un poco raro, porque uno de los nombres comunes para este taxón es tártago de glándula roja.
Sinonimia
- Anisophyllum melanadenium (Torr. & A.Gray) Klotzsch & Garcke (1860).
- Chamaesyce melanadenia (Torr. & A.Gray) Millsp. (1916).
- Euphorbia cinerascens var. appendiculata Engelm. in W.H.Emory (1859).
- Chamaesyce aureola Millsp. (1916).
- Euphorbia polycarpa var. appendiculata (Engelm.) Munz (1932).[4][5]